# Onewhero
Onewhero est une localité et une communauté rurale située dans le district de Waikato dans l'Île du Nord de la Nouvelle-Zélande.

## Situation
Les villes de Pukekohe et de Tuakau sont localisées au nord de Onewhero, de l’autre côté du fleuve Waikato.

## Population
Le village avait une population d'environ 387 habitants lors du recensement de 2013 en Nouvelle-Zélande.
La plus grande partie du village est formée de  meshblock  n°0844700, qui a 168 résidents avec 66 foyersen 2013, et le meshblock n° 0844500, qui a 219 habitants et 78 logements en 2013.
La zone élargie a une population d'environ 3 831 résidents.

## Toponymie
Le nom d'Onewhero se traduit en langue Maori comme "terre Rouge ", qui décrit la couleur typique du sol dans la région de la ville de Franklin.

## Caractéristiques
Le village d'Onewhero consiste en une église anglicane, une école, une caserne de pompiers, un garage, un club de boulingrin et un club de tennis.
La « Onewhero Society of Performing Arts » fait fonctionner un théâtre local et le club de rugby accueille les évènements de la communauté et les réunions du board de la communauté (en).
Le « Onewhero Golf Club » est localisé à proximité de la ville de Pukekawa.

## Traditions
Le marae local nommé : Te Awamārah est un terrain de rencontre des Waikato Tainui pour l'hapū des Ngāti Āmaru (en), des Ngāti Pou (en) et des Ngāti Tiipa (en).
Il comprend le wharenui (maison de rencontre de Whare Wōnanga (en).

## Éducation
L'école principale est la « Onewhero Area School », qui dessert les enfants allant de l'année 1 à 13.